# Luxiaria celebesa
Luxiaria celebesa là một loài bướm đêm trong họ Geometridae.